# NGC 6354
NGC 6354 é um asterismo na direção da constelação de Scorpius. O objeto foi descoberto pelo astrônomo Edward Barnard em 1884, usando um telescópio refrator com abertura de 6 polegadas.